# デジタルサービス法
デジタルサービス法（デジタルサービスほう、英語: Digital Services Act、頭字語DSA）は2022年に採択されたEU規則で、違法コンテンツと、広告や偽情報の透明性に対処するためにある。EU法のElectronic Commerce Directive 2000を更新したものであり、デジタル市場法（Digital Markets Act、頭字語DMA）とともに提案された。
DSAは、ソーシャルメディア、マーケットプレイス、アプリストアなどオンラインプラットフォームや仲介サービスに適用される。主な要件は、規制当局にアルゴリズムの仕組みを開示すること、ユーザーにコンテンツ改変決定を説明すること、ターゲット広告のより厳格なコントロールを実装することが含まれる。またオンラインプラットフォームと検索エンジンのうち、EUに月間アクティブユーザーが4500万人超いる「超大規模（very large）」に分類される事業者には、追加で特定のルールを課している。

## 大規模オンラインプラットフォーム
2023年4月23日、ECは19のオンラインプラットフォームからなる最初のリストを公表し、これらのプラットフォームは、2023年8月25日からオンラインサービス法の遵守が義務付けられた。リストには、2023年2月17日の時点でEU内の月間アクティブ ユーザー数が4,500万人を超えている、以下の超大規模オンラインプラットフォーム（very large online platforms、VLOP）が含まれる。
- Alibaba AliExpress
- Amazon Store
- Apple AppStore
- Booking.com
- Facebook
- Google Play
- Google Maps
- Google Shopping
- Instagram
- LinkedIn
- Pinterest
- PornHub（2023年12月20日追加）
- Shein（2024年4月26日追加）
- Snapchat
- Stripchat（2023年12月20日追加）
- Temu（2024年5月31日追加）
- TikTok
- Wikipedia
- X（旧称Twitter）
- XNXX（2024年7月10日追加）
- XVideos（2023年12月20日追加）
- YouTube
- Zalando

超大規模オンライン検索エンジン（Very Large Online Search Engines、頭字語 VLOSEs）には以下がある。
- Bing
- Google Search

AmazonとZalandoは、他の大規模小売業者と比較して不平等な扱いがあると主張し指定に異議を唱え、それぞれの中核的なビジネスモデルは小売業であってサードパーティのコンテンツや製品は配布しないと主張して第一審裁判所で訴訟を開始した。一方のZalandoは、アクティブユーザーの数え方など、基準と方法論に透明性が欠けていると主張、他方、AmazonはVLOPのルールは同社のビジネスモデルに不釣り合いであり、ターゲット広告に関する透明性を免除するよう要求している。
2023年12月現在で、13のVLOPがDSA準拠の確認に必要な手続きとして情報要求（request for information、RFI）を受け取っており、正式な手続きの対象とするVLOPは1件あった。その後、さらにアダルトコンテンツを提供すプラットフォームる3件が追加された（2023年12月20日時点）。